# Hans Edvard Nørregård-Nielsen
Hans Edvard Nørregård-Nielsen, född 2 januari 1945 i Sønder Nissum i Holstebro kommun, död 2 april 2023, var en dansk konsthistoriker. 
Nørregård-Nielsen var mag.art. och har varit direktör for Ny Carlsbergfondets direktion och adjungerad professor i konsthistoria vid Århus universitet. Han hade ett omfattande, inte minst biografiskt, författarskap, för vilket han mottagit flera litterära priser och andra utmärkelser.

## Priser och utmärkelser
- 1986 - Søren Gyldendal-prisen
- 1990 - Rosenkjærprisen
- 1993 - N.L. Høyen Medaljen
- 1999 - Weekendavisens litteraturpris
- 2002 - De Gyldne Laurbær
- 2006 - Rungstedlund-prisen
- 2009 - Årets Æreshåndværker
- 2010 - Kommendörskorset av Dannebrog
- 2012 - Läsarnas Bokpris